# Mountain (Lokomotive)

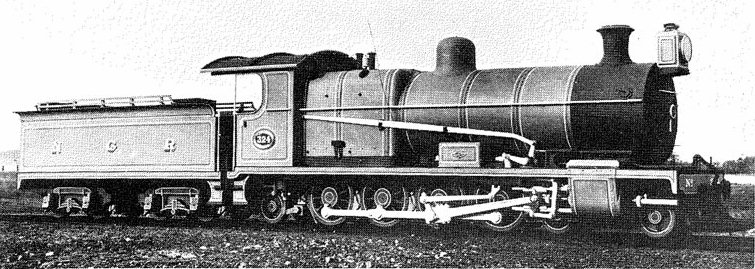
Die erste Mountain der Welt, ein Umbau aus einer 2'D (Nr. 319–324 der Natal Government Railways)

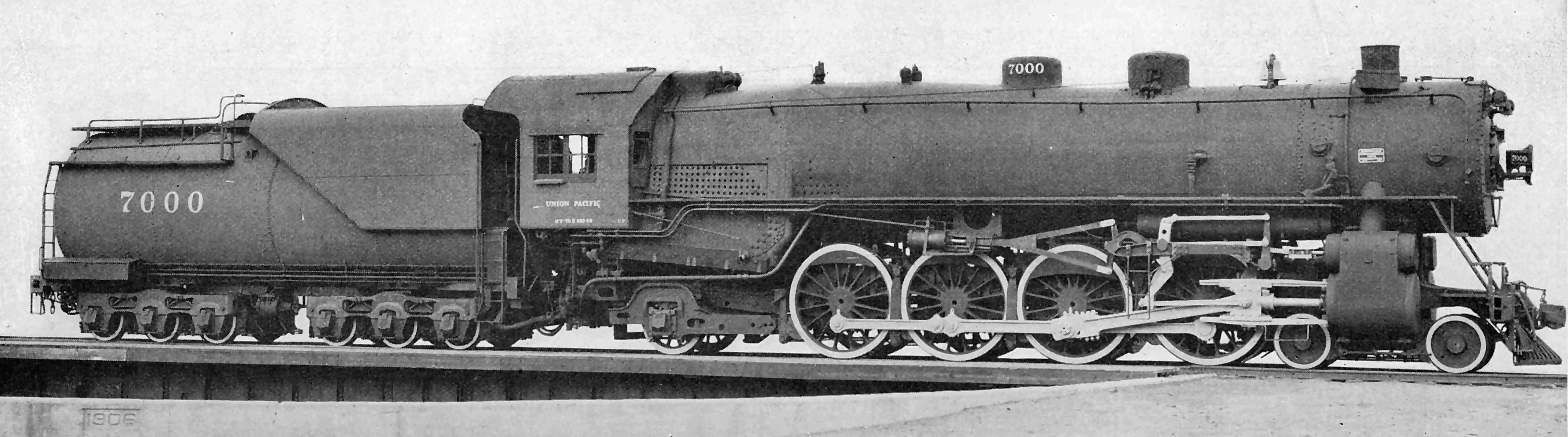
Eine Mountain der Union Pacific Railroad (Klasse 7000)

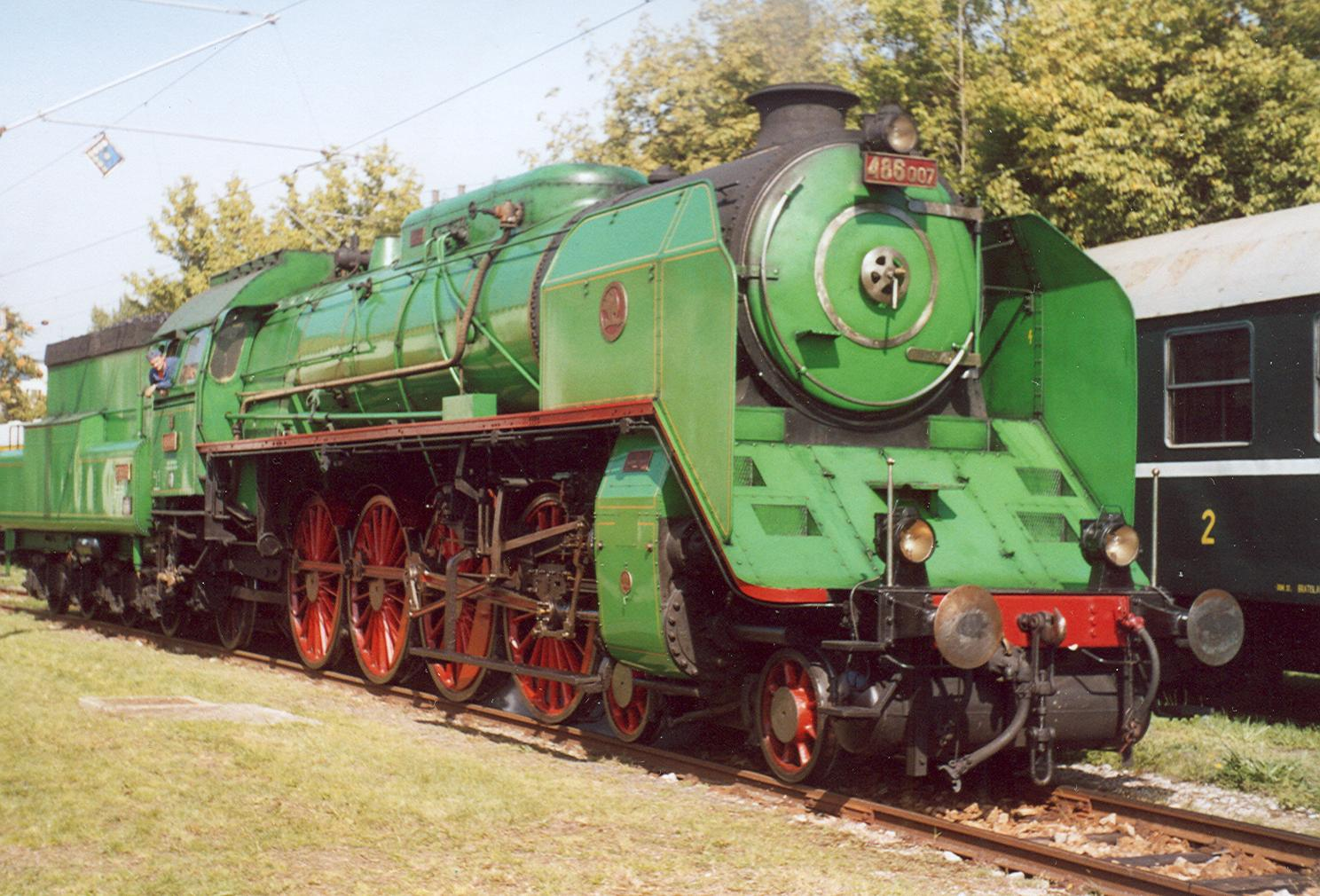
Eine Mountain der ČSD (Baureihe 486.0)

Als Mountain werden Dampflokomotiven mit der Achsfolge 2'D1' bezeichnet, also mit einem vorauslaufenden Drehgestell, vier Kuppelachsen und einer nachlaufenden Achse.

## Geschichte
Wo es nicht so sehr auf hohe Geschwindigkeiten ankam, entstand mit dieser Bauart schon früh eine zugkräftigere Alternative zur dreifach gekuppelten Pacific. Die erste von vornherein als 2'D1 gebaute Lokomotive dieser Art entstand 1908 in Neuseeland (Klasse X), zwei Jahre zuvor waren in Südafrika schon sechs 2'D-Maschinen zur Verbesserung der Laufeigenschaften nachträglich mit einer Schleppachse versehen worden (siehe NGR Hendrie B).
Mountain-Lokomotiven wurden zuerst auf gebirgigen Strecken eingesetzt. Nur in Ländern, in denen ohnehin keine sehr hohen Geschwindigkeiten gefahren wurden, wie z. B. in Südafrika und anderen afrikanischen Ländern mit Schmalspurnetzen, konnte die Mountain jedoch ein Ersatz für die Pacific werden, ansonsten blieben die Mountains außerhalb Europas meistens Güterzuglokomotiven.
Europäische Mountains wie die Reihen 241 A und 5-241 A der SNCF, von der ein Exemplar nach dem Zweiten Weltkrieg als DR 08 1001 bei der Deutschen Reichsbahn verblieben war, sowie die Baureihe 486.0 der ČSD wurden dagegen vielfach im schweren Schnellzugverkehr eingesetzt, in der Regel auf Strecken, auf denen aufgrund der Trassierung oder der Zuggewichte eine Pacific überfordert gewesen wäre. 
In Europa waren Mountains verglichen mit Amerika oder Afrika eher selten. Die Baureihe 08 war die einzige jemals in Deutschland eingesetzte Lokomotive dieser Art, und weder in Großbritannien – mit Ausnahme zweier Mountains der Romney, Hythe and Dymchurch Railway – noch in der Schweiz oder Österreich hat es solche Lokomotiven gegeben.
Verbreitet war diese Bauart außer in Frankreich vor allem in Spanien und der Tschechoslowakei. Kleinere Serien wurden mit der PKP-Baureihe Pu29 in Polen und der BDŽ-Baureihe 03 in Bulgarien eingesetzt.
In Afrika dagegen waren Mountains weit verbreitet, vor allem in Südafrika waren sie die mit Abstand zahlreichste Bauart. Von der Klasse 15F wurden mit 255 Stück mehr Exemplare gebaut als von jeder anderen afrikanischen Lokomotive, und die 136 Maschinen der Klasse 23 gehörten mit 1.600 mm Kuppelraddurchmesser und 222 t Gesamtgewicht zu den größten steifrahmigen Schmalspurlokomotiven überhaupt.

## Double Mountain
Bei Garratt-Lokomotiven war die Achsfolge (2'D1')(1'D2') weit verbreitet. Weil es sich dabei im Prinzip um zwei Mountain-Lokomotiven handelt, die aus einem gemeinsamen Kessel gespeist werden, werden diese Lokomotiven auch als Double Mountain bezeichnet.